# Blackwater (romans)
Pour les articles homonymes, voir Blackwater.
Blackwater est une saga romanesque fantastique de six tomes écrite par l'auteur américain Michael McDowell et considérée comme son œuvre la plus importante. Elle fut initialement publiée aux éditions Avon de janvier à juin 1983, à raison d'un livre par mois. 
Ce roman-feuilleton connaît un tel succès qu'il propulse son auteur aux portes d'Hollywood et inspire à Stephen King la sortie épisodique de La Ligne Verte, en 1996.
En France, la saga Blackwater est publiée pour la première fois par les éditions Monsieur Toussaint Louverture, d'avril à juin 2022, à raison d'un tome tous les quinze jours, et devient un grand succès littéraire, presque 40 ans après la sortie dans son pays d'origine. Depuis, la série de romans a également été publiée par les éditions Neri Pozza, en Italie, par les éditions Festa Verlag, en Allemagne, et par les éditions Blackie Books, en Espagne.

## Synopsis
Au début du XXe siècle, la crue de la rivière Perdido ravage la petite ville du même nom, en Alabama. Tombée du ciel ou déposée par les flots argileux, une jeune femme aux longs cheveux roux, Elinor Dammert, se retrouve dans une chambre de l'hôtel Osceola. Cette femme sans attache va trouver refuge chez les Caskey, puissante famille qui tient sa fortune de l'industrie du bois, et dirigée d'une main de fer par une matriarche soupçonneuse. 
Elinor partage un lien secret et surnaturel avec l'autre rivière de la ville, la Blackwater, qui va déterminer à la fois la subsistance et le destin de la ville de Perdido. Au cours des cinquante années suivantes, l'influence d'Elinor va apporter prospérité, animosité, mort et réconciliation aux Caskey.
La saga familiale des Caskey débute à Pâques 1919, et se poursuit jusqu'en 1969, avec pour toiles de fonds successives la Grande Dépression, la Seconde Guerre mondiale et la lutte pour les droits civiques, dans laquelle s'engage activement l'auteur. L'histoire traite également des grands enjeux du milieu du XXe siècle aux États-Unis : l'esclavage, la place des femmes dans la société, l'homosexualité…

## Présentation des tomes

### Blackwater I: La crue
Pâques 1919. Alors que les flots submergent la ville de Perdido, Alabama, un clan de riches propriétaires terriens, les Caskey, affronte les incalculables dégâts que la crue de la rivière Blackwater a provoqué dans leurs scieries. Menés par Mary-Love, la puissante matriarche, et par Oscar, son fils dévoué, les Caskey s’apprêtent à se relever. C’est sans compter l’arrivée d’une séduisante étrangère au passé trouble, Elinor Dammert, dont le seul dessein semble être de s’immiscer parmi eux.

### Blackwater II: La digue
Tandis que la ville se remet d’une crue dévastatrice, le chantier d’une digue censée la protéger charrie son lot de conséquences : main d’œuvre incontrôlable, courants capricieux, disparitions. Pendant ce temps, dans le clan Caskey, Mary-Love voit ses machinations se heurter à celles d’Elinor, son étrange belle-fille. La lutte ne fait que commencer. Manigances, alliances contre-nature, sacrifices, tout est permis. À Perdido, les mutations seront profondes et les conséquences, irréversibles.

### Blackwater III: La maison
1928 à Perdido. Alors que le clan Caskey se déchire dans la guerre intestine et sans merci que se livrent Mary-Love et sa belle-fille, et tandis que d’autres crises – conjugales, économiques, existentielles – aux répercussions défiant l’imagination se profilent, dans les recoins sombres de la maison d’Elinor, la plus grande de la ville, les mauvais souvenirs rôdent et tissent, implacables, leurs toiles mortelles.

### Blackwater IV: La guerre
La guerre est finie, vive la guerre ! Une nouvelle ère s’ouvre pour le clan Caskey: les années d’acharnement d’Elinor vont enfin porter leurs fruits ; les ennemies d’hier sont sur le point de devenir les amies de demain. Des changements surviennent là où personne ne les attendait. Le conflit en Europe a fait affluer du sang neuf jusqu’à Perdido et désormais les hommes vont et viennent comme des marionnettes dans la propriété des Caskey, sans se douter que leur vie ne tient peut-être qu’à un fil.

### Blackwater V: La fortune
Le clan Caskey se développe et se transforme. Certaines branches font face à la mort, d’autres accueillent la vie. Entre rapprochements inattendus, haines sourdes et séparations, les relations évoluent. Miriam, désormais à la tête de la scierie et de la famille, continue à faire grandir la richesse. À la suite d'une découverte miraculeuse – excepté pour une personne –, c’est la ville entière qui va prospérer. La soudaine fortune suffira-t-elle alors que la nature commence à réclamer son dû ?

### Blackwater VI: Pluie
Le poids des années pèse sur le cœur du clan Caskey. Pourtant, comme autrefois et comme un leitmotiv cruel, des machinations surgissent et des mots qu’on n’attendait plus sont enfin prononcés. Depuis les hauteurs, résonne le chant inexorable d’une menace dont on pressent les effets dévastateurs. Voici le sixième et dernier épisode de Blackwater, une saga matriarcale teintée de surnaturel avec un soupçon d’horreur.

## Personnages principaux

### Elinor Dammert
Sauvée des eaux par Oscar Caskey  (son futur mari), capable de nager dans les flots les plus tumultueux, Elinor est appréciée de presque tous à Perdido. Mystérieuse, nul ne sait vraiment rien de cette femme. Sa détermination est forte.

### Oscar Caskey
Jeune homme élégant et héritier légitime du clan Caskey, il est à la tête de la scierie familiale depuis la mort de son père. Souhaitant le meilleur pour les siens, ce travailleur acharné suit sans les questionner les ordres de Mary-love, sa mère.

### Mary-Love Caskey
Matriarche habile et quasiment seule aux commandes de son clan fortuné, elle aime à se voir comme une bienfaitrice dispensant ses richesses et ses faveurs à la ronde, réclamant en retour un amour inconditionnel et une confiance absolue.

### Sister Caskey
Sœur aînée d’Oscar, Sister est destinée à finir vieille fille et se définit dans son rapport à sa mère, Mary-Love, qu’elle contrarie sans cesse. Elle tire de l'éducation rude qu'elle a reçue une disposition certaine à la manipulation.

## Thèmes

### La famille
La famille, motif récurrent dans toute l'œuvre de McDowell, est ici représentée par la famille Caskey autour de laquelle s'articule les six tomes, qui en suivent l'évolution durant plusieurs décennies. Les Caskey montrent l'idée que la famille exprime un lien vertical profond, dont il est difficile de se défaire :
« Je trouve les familles violentes, oppressantes, manipulatrices… et pour toutes ces raisons, elles sont aussi particulièrement intéressantes. Je n’ai pas de famille proche, uniquement des amis. Et que vous ayez des amis depuis vingt-deux ans et d’autres depuis cinquante-cinq, il s’agit là de relations horizontales. […] On est en contact avec des enfants, des parents, des grands-parents, des nièces, des neveux, et tous ces liens sont verticaux. Ces relations sont plus intenses que les relations horizontales, car s’il est toujours possible de mettre un frein à ces dernières, de les repousser, les relations verticales, elles, vous touchent au plus profond ; elles sont comme des poutres plantées en vous. Il y a plus de possibilités de drames dans des relations auxquelles vous êtes ainsi attachés comme à un tuteur. Et c’est pour cette raison que j’écris sur les familles. »

### La vengeance
« La vengeance est une émotion très importante, mais elle ne fonctionne réellement que dans les livres ; ça ne marche pas dans la vie. Ce qui explique sans doute pourquoi il est si jouissif de la voir aboutir dans un roman. Si vous essayez dans la vie, l’objet de votre vengeance peut soudain vous sembler dérisoire, et c’est perdu. Ou bien votre vengeance ne se passe pas comme prévu, et c’est perdu. Et le monde est trop vaste, il y a trop de facteurs. Le temps d’imaginer puis de mettre en pratique votre vengeance, les choses ont changé et vous n’en éprouvez plus aucune satisfaction. Dans les fictions, cependant, la vengeance est possible, car on peut modeler la vie de sorte que quelqu’un soit en mesure de l’imaginer et de la mettre en pratique. Et ça m’amuse. Je trouve ça plus drôle encore que l’amour, et bien plus satisfaisant. »

## Publication française
Reprenant le modèle de publication américain d’origine – inspiré du roman feuilleton – les éditions Monsieur Toussaint Louverture publient la série Blackwater pour la première fois en France, traduite par Yoko Lacour, à raison d’un volume tous les quinze jours. Elle paraît ainsi dans son intégralité entre le 7 avril 2022 et le 17 juin 2022. Le tirage initial, de 100 000 exemplaires, est rapidement épuisé. Une nouvelle impression est donc aussitôt programmée, dès le mois de juin.
Les livres sont fabriqués intégralement en France, et leurs couvertures, à la fois gaufrées et dorées à chaud, sont créées par Pedro Oyarbide, un illustrateur notamment connu pour ses jeux de cartes.
L'accueil est très positif et la publication en épisodes est couronnée de succès. En décembre 2022, L'Express annonce que les ventes confondues atteignent 675 000 exemplaires, ce qui en fait l'une des publications les plus vendues de l'année. En mai 2023, soit près d'un an après le lancement de la série en France, 20 Minutes annonce que tous les tomes confondus ont atteint 800 000 exemplaires vendus, ce qui en fait l’une des publications les plus vendues de l’année en France.
À la suite de la popularité de la saga, Monsieur Toussaint Louverture annonce en juin 2023 la création d'une « Bibliothèque Michael McDowell » dans sa ligne éditoriale, avec le projet de publication de six nouveaux romans de l'auteur par la maison d'édition : le premier est Les Aiguilles d'or, prévu pour octobre 2023, et les suivants sortiront avec un intervalle d'environ six mois jusqu'en 2025. L'éditeur en profite pour annoncer que la saga Blackwater a désormais dépassé les 870 000 exemplaires vendus.

## Réception critique
La parution de la saga en France est bien accueillie, et reçoit plusieurs critiques élogieuses :
« Cette chronique familiale est merveilleuse. Riche, triste, belle, surprenante. Humaine. Une saga rare, d’un auteur qui avait un talent fou pour faire du passionnant en restant simple, efficace. Un génie littéraire ? Probablement. » – Maxime Chattam
« Une fresque addictive dans laquelle Michael McDowell aborde tous les sujets qui nous hantent aujourd’hui et qui ne datent pas d’hier, le racisme, les droits civiques , la condition féminine, mais aussi la nature sauvage, et sa violence quand tout est déréglé. » – François Busnel
« Emblématique de la littérature Southern Gothic (romans qui mêlent grotesque et macabre dans le Sud des États-Unis), “Blackwater” insuffle une atmosphère étrange aux habituels complots et rebondissements d’une saga. » – Amandine Schmitt (L'Obs)